# 장피에르 소바주

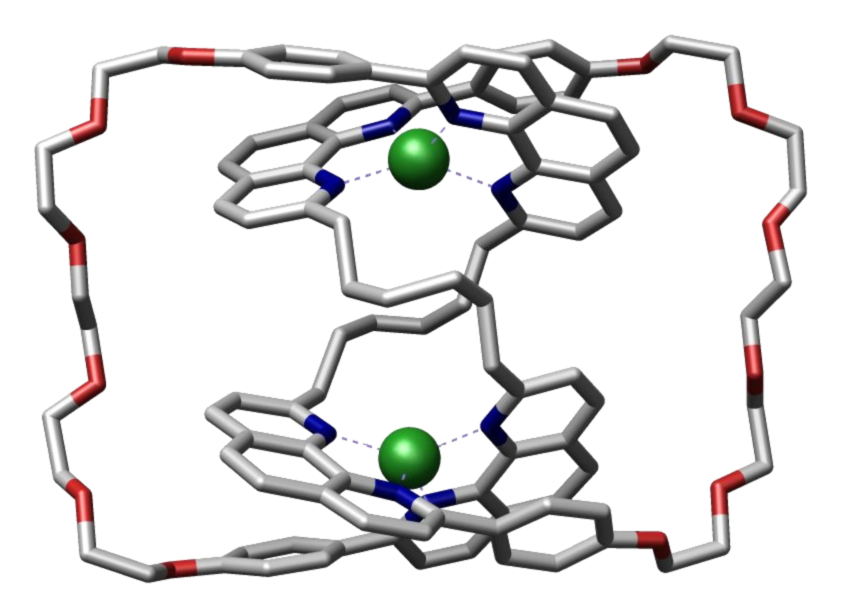
소바주와 그의 공동 연구자가 Recl. Trav. Chim. Pays. B(1993년, 427~428)에 발표한 두개의 구리(I) templating 이온이 묶여있는 분자 세잎매듭의 결정 구조

장피에르 소바주(프랑스어: Jean-Pierre Sauvage, 1944년 10월 21일 ~ )는 프랑스의 배위화합물 화학자이다. 초분자화학에서의 공로가 인정을 받아 2016년 프레이저 스토다트 경과 베르나르트 페링하와 함께 노벨 화학상을 수상하였다. 스트라스부르 대학교에서 연구하고 있다.

## 일생
프랑스 파리에서 1944년 태어나 프랑스 스트라스부르 대학교에서 지도교수 장마리 렌(1987년 노벨 화학상 수상자) 밑에서 박사학위를 취득하였다. 박사과정동안 크립탠드 리간드의 첫 합성을 하는데 기여하였다. 말콤 그린과 함께한 박사후 과정 연구가 끝난 후에 스트라스부르 대학교로 돌아와 교수로 재직했다. 이후 이산화탄소의 전기 화학적 감축 방법 및 광합성 반응중심의 모형과 같은 여러 분야에서 연구하였다. 주요 연구 주제는 분자 위상수학이며, 특히 기계적으로 맞물린 분자 구조에 대해 연구하고 있다. 또한 카테네인의 합성과 배위착염에 기반한 분자 매듭을 규명하였다.
1990년 3월 26일 프랑스 과학 아카데미의 통신회원(correspondent member)으로 선출되었으며, 1997년 11월 24일에 회원으로 선출되었다. 현재 스트라스부르 대학교의 명예교수이다.
2016년에 분자 기계를 설계하고 합성한 공로로 프레이저 스토다트 경과 베르나르트 페링하와 함께 노벨 화학상을 수상하였다.